# FCI Levadia Tallinn
FCI Levadia Tallinn, grundad 22 oktober 1998, är en estländsk fotbollsklubb baserad i Tallinn. Klubben har spelat i Meistriliiga sedan 1999 och har vunnit densamma tio gånger.

## Historia
Levadia bildades 22 oktober 1998 sedan metalföretaget OÜ Levadia blivit huvudsposor i Olümp, och döpte då om klubben. 1998 vann laget Esiliiga och flyttades upp till högstaligan 1999. Innan säsongen slogs klubben ihop med Tallinna Sadam.
Levadia lyckades under sin första säsong i Meistriliiga vinna trippeln; ligan, cupen och supercupen. Toomas Krõm vann även skytteligan i Meistriliiga med sina 19 mål. Säsongen 2000 lyckades man försvara samtliga tre titlar och vann en ny trippel.
Under 2004 flyttade Levadia från Maardu till huvudstaden Tallinn. Under tränaren Tarmo Rüütli vann Levadia ligan tre gånger och slog dessutom ut nederländska Twente i kvalet till UEFA-cupen 2006/07. Klubben vann ligan även 2008, 2009, 2013 och 2014. Under säsongen 2014 gjorde Igor Subbotin 32 mål i ligan, vilket var nytt klubbrekord.
Efter 2017 års säsong gick FC Levadia samman med nyblivna mästarna Infonet Tallinn och ombildades till FCI Levadia Tallinn.

## Meriter
- Meistriliiga (11): 1999, 2000, 2004, 2006, 2007, 2008, 2009, 2013, 2014, 2021, 2024
- Estländska cupen (9): 1999, 2000, 2004, 2005, 2007, 2010, 2012, 2014, 2018
- Estländska supercupen (7): 1999, 2000, 2001, 2010, 2013, 2015, 2018

## Placering tidigare säsonger
| Säsong | Nivå | Liga         | Pos. | Referens |
| ------ | ---- | ------------ | ---- | -------- |
| 1999   | 1    | Meistriliiga | 1    | [ 2 ]    |
| 2000   | 1    | Meistriliiga | 1    | [ 3 ]    |
| 2001   | 1    | Meistriliiga | 6    | [ 4 ]    |
| 2002   | 1    | Meistriliiga | 6    | [ 5 ]    |
| 2003   | 1    | Meistriliiga | 6    | [ 6 ]    |
| 2004   | 1    | Meistriliiga | 1    | [ 7 ]    |
| 2005   | 1    | Meistriliiga | 2    | [ 8 ]    |
| 2006   | 1    | Meistriliiga | 1    | [ 9 ]    |
| 2007   | 1    | Meistriliiga | 1    | [ 10 ]   |
| 2008   | 1    | Meistriliiga | 1    | [ 11 ]   |
| 2009   | 1    | Meistriliiga | 1    | [ 12 ]   |
| 2010   | 1    | Meistriliiga | 2    | [ 13 ]   |
| 2011   | 1    | Meistriliiga | 4    | [ 14 ]   |
| 2012   | 1    | Meistriliiga | 2    | [ 15 ]   |
| 2013   | 1    | Meistriliiga | 1    | [ 16 ]   |
| 2014   | 1    | Meistriliiga | 1    | [ 17 ]   |
| 2015   | 1    | Meistriliiga | 2    | [ 18 ]   |
| 2016   | 1    | Meistriliiga | 2    | [ 19 ]   |
| 2017   | 1    | Meistriliiga | 2    | [ 20 ]   |
| 2018   | 1    | Meistriliiga | 2    | [ 21 ]   |
| 2019   | 1    | Meistriliiga | 2    | [ 22 ]   |
| 2020   | 1    | Meistriliiga | 3    | [ 23 ]   |
| 2021   | 1    | Meistriliiga | 1    | [ 24 ]   |
| 2022   | 1    | Meistriliiga | 2    | [ 25 ]   |
| 2023   | 1    | Meistriliiga | 2    | [ 26 ]   |
| 2024   | 1    | Meistriliiga | 1    | [ 27 ]   |

## Tidigare spelare
| - Ilja Antonov - Argo Arbeiter - Sergei Bragin - Aleksandr Dmitrijev - Urmas Hepner - Sergei Hohlov-Simson - Martin Kaalma - Tarmo Kink - Artur Kotenko - Toomas Krõm - Dmitri Kruglov - Liivo Leetma - Marek Lemsalu - Siim Luts - Igor Morozov - Tarmo Neemelo - Indro Olumets | - Sergei Pareiko - Mati Pari - Artur Pikk - Igor Prins - Sander Puri - Ats Purje - Taavi Rähn - Kaimar Saag - Tihhon Šišov - Maksim Smirnov - Mark Švets - Ingemar Teever - Taijo Teniste - Konstantin Vassiljev - Vladimir Voskoboinikov - Indrek Zelinski |